# Oscar Wergeland
Oscar Arnold Wergeland (* 12. Oktober 1844 in Christiania, heute Oslo; † 20. Mai 1910 in Kristiania, heute Oslo) war ein norwegischer Maler. Zu seinen bekanntesten Werken zählt eine Malerei der Reichsversammlung von Eidsvoll 1814 aus dem Jahr 1885. Zwei weitere Werke Wergelands sind in der Nationalgalerie Oslo ausgestellt.

## Leben und Wirken
Er besuchte von 1865 bis 1867 die Nationale Akademie für Kunsthandwerk (no. Statens håndverks- und kunstindustriskole) in Christiania, die später zur Kunsthochschule Oslo fusionierte. Von 1865 bis 1869 studierte er an einer von Johan Fredrik Eckersberg geleiteten Kunstschule und danach für ein Jahr in Kopenhagen. Von 1874 bis 1876 spezialisierte er sich in München auf Historienmalerei und lebte dort bis 1889. Seine Schwester Agnes Mathilde Wergeland studierte in dieser Zeit in München bei Konrad Maurer altnordische und isländische Rechtsgeschichte, und Maurer hatte auch Einfluss auf Wergelands künstlerisches Interesse an der Sagazeit. Danach war Wergeland zum zweiten Mal an der Nationalen Akademie für Kunsthandwerk in Kristiania tätig – dieses Mal als Lehrer.

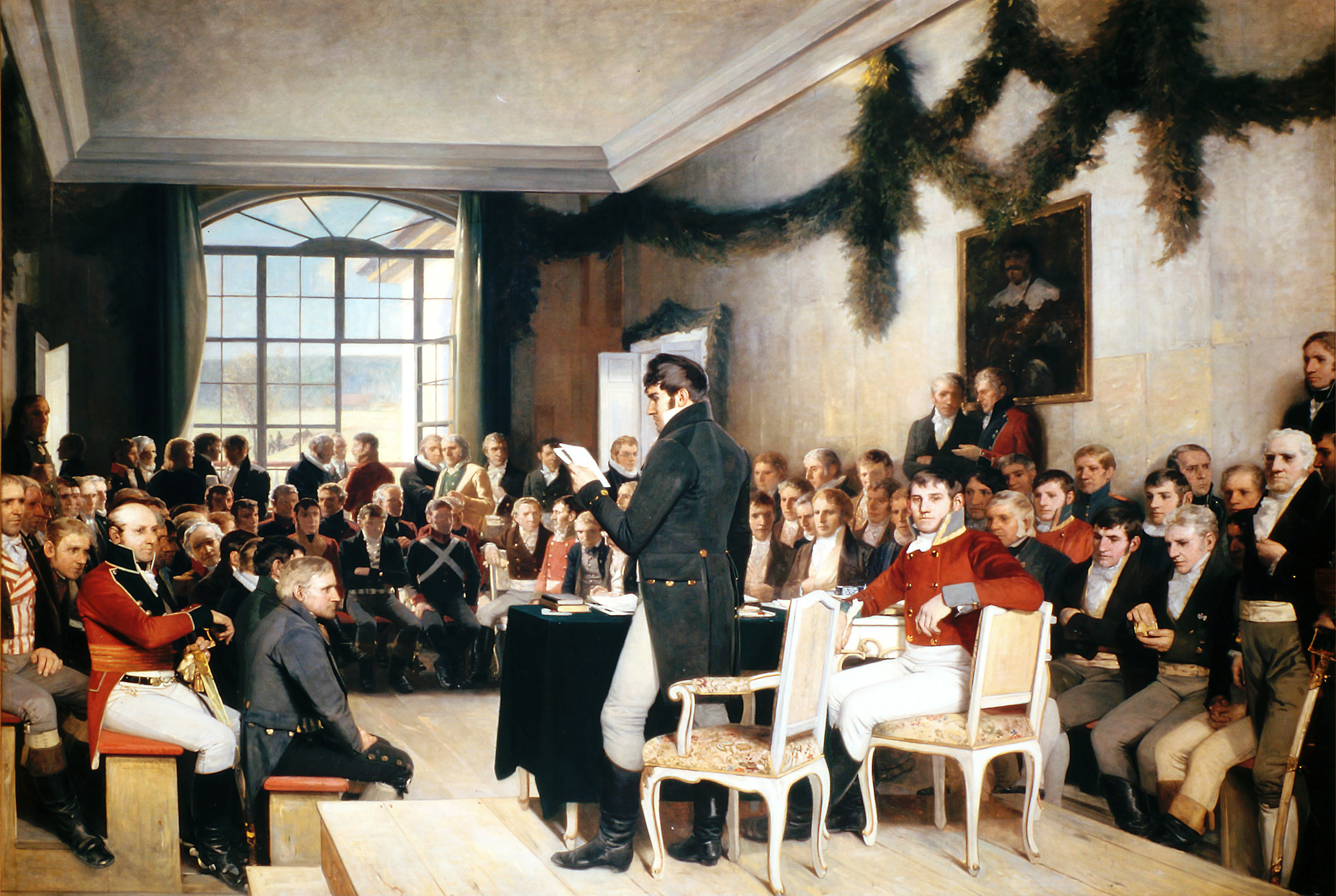
Eidsvold 1814; Öl, 285 × 400 cm (1885)

Mit den Arbeiten für sein Hauptwerk Eidsvoll 1814 (no. Eidsvold 1814) begann er vermutlich 1882. Das Gemälde zeigt 55 der norwegischen Verfassungsväter, die 1814 auf einer konstituierenden Versammlung die norwegische Verfassung verabschiedeten. Von 1962 bis 1977 war das Gemälde Motiv der norwegischen 100-Kronen-Noten. Heute befindet sich das Werk im norwegischen Storting hinter dem Rednerpult. 1918 wurden zum 100. Jahrestag der Verfassung in Eidsvoll Briefmarken und Postkarten mit dem Motiv herausgegeben.

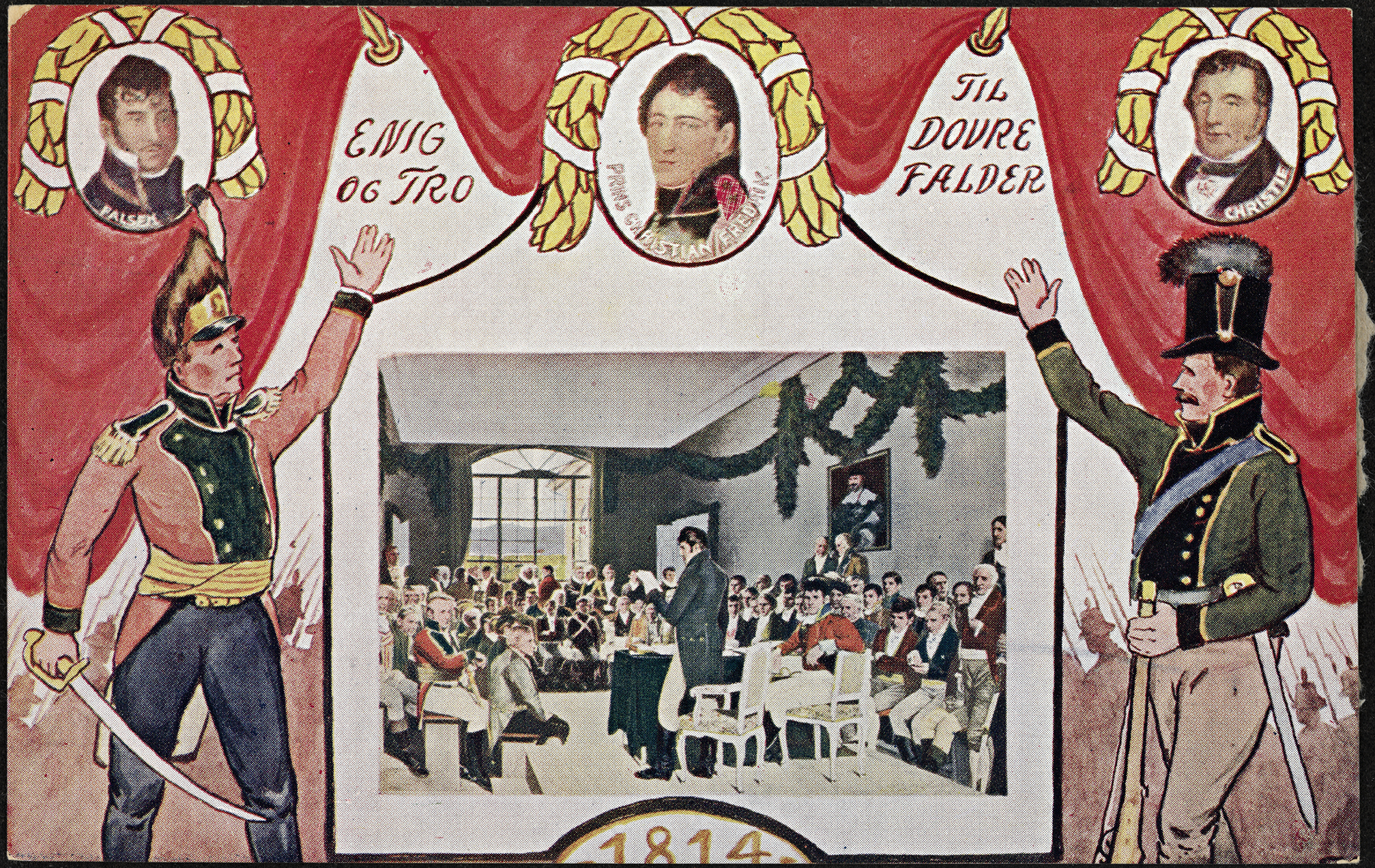
Nachdruck des Werkes auf einer Jubiläums-Postkarte von 1918
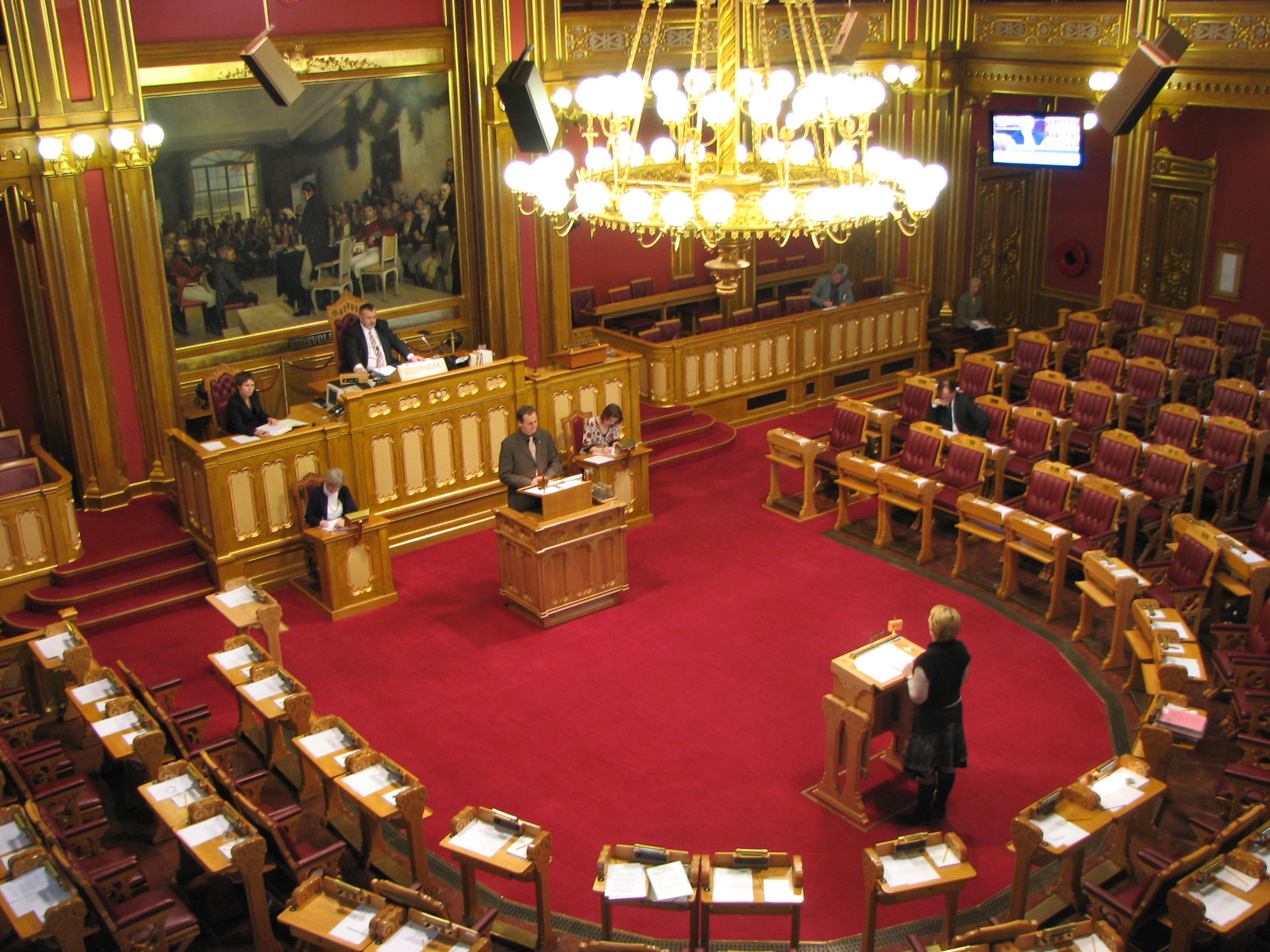
Eidsvold 1814 im norwegischen Storting im Jahr 2007

## Familie
Viele seiner Geschwister starben früh. Sein Vater ging gegen 1860 nach Amerika. Seine Schwester Agnes Mathilde Wergeland war die erste Norwegerin, die einen Doktorgrad erhielt (in Zürich). Sie wanderte anschließend ebenfalls nach Amerika aus, wo sie als Dozentin und Professorin für Geschichte, sowie als Autorin und Dichterin wirkte. Nicolai Wergeland ist Oscar Wergelands Großonkel. Henrik Wergeland und Camilla Collett sind Cousins seines Vaters.